# Sarcophaga propinqua
Sarcophaga propinqua är en tvåvingeart som först beskrevs av Le Guillou 1842.  Sarcophaga propinqua ingår i släktet Sarcophaga och familjen köttflugor. Inga underarter finns listade i Catalogue of Life.